# Territorio Federal Alto Orinoco
El Territorio Federal Alto Orinoco fue un antiguo territorio federal venezolano creado el 10 de diciembre de 1880, durante la presidencia de Antonio Guzmán Blanco, con la parte norte del actual Estado Amazonas.

## Historia
El territorio fue reintegrado de nuevo con el Territorio Federal Amazonas en 1893 bajo la presidencia de Joaquín Crespo, quedando configurado de tal manera hasta que el año 1992 Amazonas adquiere la categoría de Estado Amazonas.